# يوحنا ريتشاردز
يوحنا ريتشاردز (بالإنجليزية: John Richards)‏ (9 نوفمبر 1950 في المملكة المتحدة - ) هو لاعب كرة قدم بريطاني في مركز الهجوم. شارك مع منتخب إنجلترا تحت 21 سنة لكرة القدم ومنتخب إنجلترا لكرة القدم الرديف ومنتخب إنجلترا لكرة القدم. أما مع النوادي، فقد لعب مع ديربي كاونتي ونادي ماريتيمو ووولفرهامبتون واندررز.

## وصلات خارجية
- يوحنا ريتشاردز على موقع قاعدة بيانات كرة القدم.إي يو (الإنجليزية)
- يوحنا ريتشاردز على موقع ناشيونال فوتبول تيمز (الإنجليزية)
- يوحنا ريتشاردز على موقع عالم كرة القدم.نت (الإنجليزية)